# Brian Griffin's House of Payne
Brian Griffin's House of Payne es el decimoquinto episodio de la octava temporada de la serie Padre de familia emitido a través de FOX el 28 de marzo de 2010. El episodio está escrito por Spencer Porter y dirigido por Jerry Langford.
La trama se centra en Brian, quien tras descubrir viejo manuscrito decide presentarlo a una cadena de televisión y realizar una serie dramática. Sin embargo el argumento cambia de manera drástica por las actuaciones de James Woods para frustración de él. Por otro lado, Chris y Meg dejan a Stewie inconsciente por accidente tras tirarlo por las escaleras a causa de una pelea entre los dos hermanos.

## Argumento
Harto de que Stewie le moleste con sus juegos, Peter coge al oso de peluche, Rupert y lo tira al sótano yendo su hijo detrás de él, allí descubre una caja donde dentro hay un viejo guion que Brian escribió con la intención de mandarlo a alguna cadena, pero que luego se olvidó totalmente. Durante la hora de comer, Stewie pone el manuscrito sobre la mesa, llamando posteriormente la atención de Lois que se pregunta qué és hasta que pierde el interés al descubrir que se trata de "otro" de los malos guiones del can. Sin embargo, Brian le sugiere que lo lea seguro de que esta vez si le va a gustar, finalmente accede harta de tanta coba. Tras hacerle caso, Lois se pasa 18 horas echando un vistazo al guion, buscando el mínimo atisbo de plagio de alguna otra obra, finalmente la mujer le da la enhorabuena y se enorgullece de él, animándole a presentar el borrador a una productora.

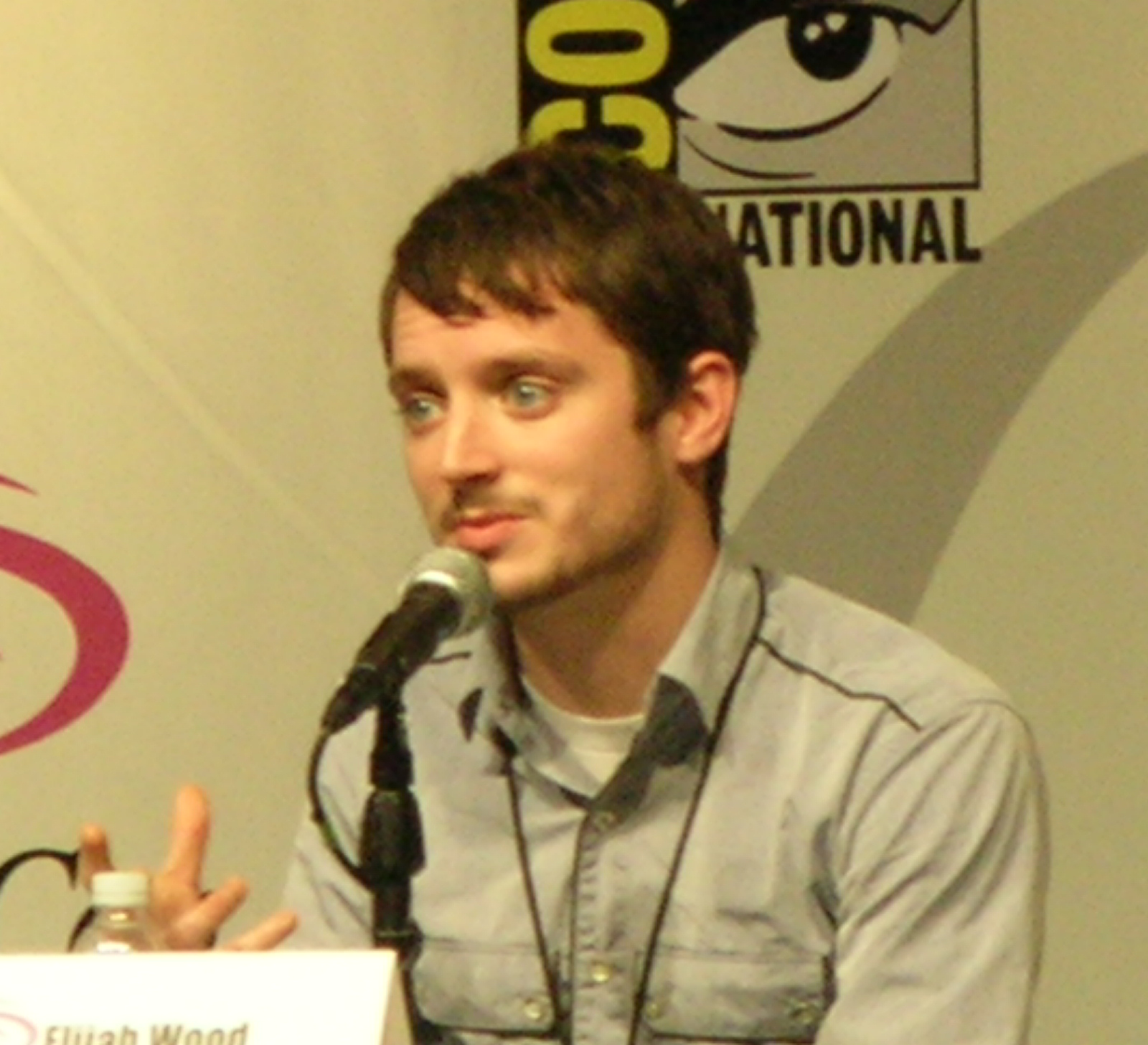
Elijah Wood, artista invitado en el episodio

Brian decide presentar el guion a los estudios de la CBS, los ejecutivos responden de manera positiva por lo que Brian es contratado. Solo queda elegir el reparto artístico, Brian tiene en mente que Elijah Wood interprete al personaje principal, el propio actor encandila a los productores con su prueba, sin embargo, estos han invitado a otro actor a espaldas del can que se lleva una sorpresa al descubrir que se trata de James Woods, el cual realiza una actuación cómica y exagerada, a pesar de las objeciones del can, el cuerpo técnico le ofrece un contrato. Pronto descubre que lo que iba a ser una serie dramática, acaba convirtiéndose en una sitcom que tiene lugar en un plató en directo. Brian vuelve a objetar los cambios que han estado haciendo a sus expensas recordándole [a los productores] que estuvo trabajando durante varios años en el argumento, pero cambia de parecer cuando desde producción le avisan de que la cadena ha ordenado la producción de 22 episodios, Brian acepta, pero se siente incómodo.
Llega el estreno de la nueva serie, y Lois ha invitado a sus amigos al estreno en casa, sin embargo, todos se llevan un desengaño al ver el "nuevo" programa de Brian, sobre todo en Lois, donde la decepción se hace más patente, cuando Brian le va a dar explicaciones, su dueña le recrimina el poco respeto que siente hacia sí mismo y sus ideales aparte de reprocharle que haya permitido a los productores manipular su obra a su antojo. A la mañana siguiente, Brian va a la CBS para comentarle a los directivos el gran error que cometieron con su serie, a lo que ellos coinciden totalmente después de ver las malas audiencias, pronto reconocen que Brian tenía razón y que la gente quiere algo más serio y realista. Al oír los comentarios, Brian intenta convencerles de que vuelvan a dejar el guion como estaba al principio, propio de un drama, sin embargo, James Woods sugiere otras alternativas peores incluso, finalmente Brian, harto de que nadie quiera escucharle, decide abandonar para mantener la dignidad que le queda.
Por otro lado, Meg pilla a Chris en su habitación leyendo su diario personal. Pronto empiezan a pelearse, casualmente pasa por ahí Stewie. Desafortunadamente, por el fruto de la pelea, los dos le tiran por las escaleras por accidente, cuando se dan cuenta, ven que su hermano ha perdido el conocimiento debido a una grave lesión cerebral aparte de que se le empieza a abrir la cabeza. Temerosos de como se puedan tomar sus padres el hecho de que sus hijos hayan podido matar a su hermano pequeño, intentan ocultarles el accidente. Para ello, empiezan a ponerle sombreros para taparle la brecha, ambos consiguen ocultárselo a Lois, quien no parece comprender el "por qué" sus hijos tardan en bajar para comer, sin embargo, no consiguen engañar a Peter, ya que empezó a sospechar desde el principio.
Cuando están bañando a Stewie, son sorprendidos por su padre, quien le pregunta desde cuando lleva inconsciente para horror de Chris y Meg, esta última le explica que quería llevarlo a un hospital, pero su hermano no le permitió, Peter felicita a Chris por tomar una decisión acertada, ya que de lo contrario, Lois se hubiera enterado, en el baño, su padre les explica que en más de una ocasión, él hizo lo mismo con ellos cuando se enfadaba (si perdían los Patriots) o por accidente, afortunadamente, Lois nunca se enteró de ello. El patriarca ayuda a sus hijos a ocultar el accidente de Stewie hasta que hallen el modo de "cargarle el muerto a alguien", Peter manda a su hija a comprar varios sombreros. Al cabo de pocos días, el aspecto de Stewie empeora, la cabeza se le ha abierto aún más y el cerebro empieza a engangrenarse, harta de ocultar este tipo de mentiras, Meg toma la decisión de llevárselo al hospital, Peter se lo impide al tener una idea, al ver que Lois sale con el coche con la marcha atrás, este arroja al bebé a las ruedas traseras del vehículo haciendo a Lois, responsable del accidente. La mujer no se da cuenta de lo que hay detrás hasta que siente como ha pasado un bache, al bajarse del auto se queda horrorizada al ver que su hijo está aparentemente muerto por haberle atropellado. Sin saber que hacer, le pide alarmada a Peter que le ayude a encubrir el accidente hasta que encuentren la manera de "cargarle a otro el muerto", para sorpresa de Peter al descubrir que ambos tienen una cosa en común, sin embargo, lejos de hacer lo que dice su mujer, éste le confiesa su amor y le sugiere llevarlo juntos al hospital.
Durante los créditos finales, Brian confiesa su decepción al no disponer de su propio programa de televisión, pero Lois le consuela diciéndole que hizo bien en mantener su integridad. Peter interrumpe entonces al presentar su nueva serie (de la que habló anteriormente en el episodio) titulada Big Jaws (parodia de Tiburón). Finalmente entra Stewie en escena, con la cabeza vendada y preguntando enfadado, que le ha pasado todo este tiempo para haberse despertado en noviembre.

## Producción

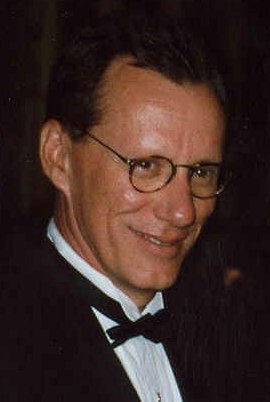
James Woods hace su cuarta aparición.

En su primer trabajo oficial para la serie, el guion del episodio corrió a cargo de Spencer Porter, quien ya colaborara como asistente para Seth MacFarlane. Además, el episodio fue dirigido por Jerry Langford, siendo este su segunda dirección desde Quagmire's Baby.
James Woods hace su cuarta aparición en Padre de familia, la primera fue en Peter's Got Woods, la segunda en Back to the Woods y la tercera fue un cameo en Something, Something, Something, Dark Side. En esta reciente aparición hizo una actuación exagerada de sí mismo. Cabe decir que el episodio marca la primera reunión de Woods y Danielle Panabaker, ambos, actores de la serie de CBS, Shark donde hacen de padre e hija respectivamente.
Aparte de él [James Woods], prestan sus voces los actores Jennifer Birmingham, Danielle Panabaker, Charlie Sheen y Elijah Wood y el guionista Rob Lotterstein. Otros actores de voz recurrentes son, Ralph Garman y los guionistas de la serie, Mark Hentemann, Chris Sheridan, Danny Smith, Alec Sulkin y John Viener.

## Recepción
Con una mejoría respecto a los cuatro anteriores episodios, este fue visto en 7,27 millones de hogares en el día de su estreno, de acuerdo con los índices Nielsen de audiencia, a pesar de haberse emitido simultáneamente junto a The Amazing Race en CBS y Celebrity Apprentice en NBC. El episodio obtuvo también un índice de audiencia de 3,7 entre la población de entre 18 a 49 años, derrotando a Los Simpson, The Cleveland Show y Sons of Tucson teniendo en cuenta el número de telespectadores en total de cada serie.
Las críticas fueron, la mayoría positivas, citando la historia de Brian como " una aventura surrealista," y la de Stewie, de "[éxito] repelente para la audiencia." Todd VanDerWerff de A.V. Club hizo mención a la trama de Brian de "bastante gracioso, por no decir, inspirado", por otro lado, criticó la trama de Stewie definiéndola como "un gag horroroso e innecesario". Una crítica más positiva fue de Jason Hughes de TV Squad que declaró que "ambas tramas fueron divertidas con sus respectivos finales", también añadió alabanzas para la actuación de James Woods en el episodio. Ramsey Isler de IGN criticó el argumento sobre Brian argumentando "[eso] realmente no funciona como comedia", sobre Stewie dijo "si el episodio hubiese sido centrado en su totalidad sobre Stewie, podría haber sido mucho mejor".

## Referencias culturales

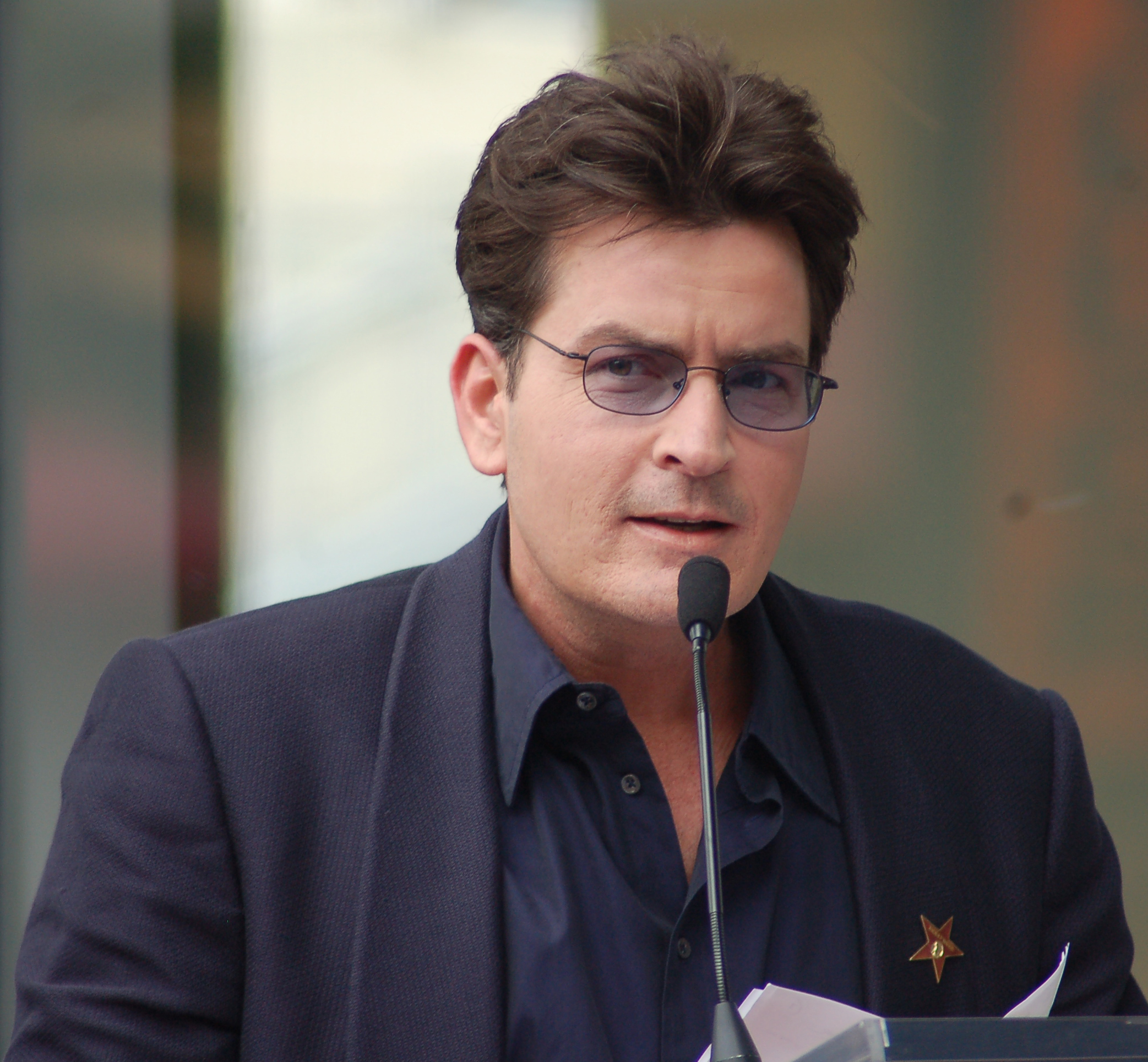
Charlie Sheen, artista invitado en el episodio